# Шницер, Шмуэль
Шмуэль Шни́цер (ивр. שמואל שניצר‎, англ. Shmuel Schnitzer; 25 июля 1918 — 6 октября 1999) — израильский журналист, публицист, редактор и переводчик. Главный редактор газеты «Маарив» (1980—1985).

## Биография
Шмуэль Шницер родился 25 июля 1918 года в Нидерландах в городе Гаага. В семье, где было 12 детей, соблюдались еврейские традиции. Учился в ортодоксальной школе «Иесодей ха-Тора» в Антверпене, Бельгия. В Антверпене Шницер присоединился к молодёжному движению «Бней Акива», в котором был инструктором группы.
В 1939 году Шмуэль Шницер нелегально репатриировался в Эрец-Исраэль, прибыв в Палестину на одном из последних рейсов корабля «Парита» накануне Второй мировой войны. По приезде в Палестину ему пришлось работать на сельскохозяйственных работах, но он готовил себя к журналистской работе.
Свой журналистский путь Шницер начал в газете «Ха-Машкиф» в 1940 году. Журналист Шалом Розенфельд, работавший с ним, писал, что эта газета не могла предложить журналисту ничего, кроме своего боевого духа. Работали в ней либо идеалисты, либо те, кто был готов вести очень скромный образ жизни. Шницер относился и к тем, и к другим. Позднее Шницер перешёл в частную и весьма популярную газету «Едиот Ахронот».
В феврале 1948, за три месяца до провозглашения государства Израиль, вышла в свет новая газета «Маарив». Газету основала группа из шести журналистов, во главе которой стоял бывший главный редактор газеты «Едиот Ахронот» Азриэль Карлибах. Пятеро из отцов-основателей новой газеты, и среди них Шмуэль Шницер, покинули «Едиот Ахронот» в результате «путча», причиной которого было вмешательство издателя Йехуды Мозеса в содержание публикаций. «Маарив» отличалась тем, что её инвесторы обязались не вмешиваться в работу редакции, и её часто называли «газетой журналистов».
В течение многолетней работы в газете «Маарив» Шмуэль Шницер прошёл путь от корреспондента до главного редактора газеты. Он был одним из первых военных корреспондентов в стране, стоял во главе отдела новостей, был заместителем главного редактора. Несмотря на то, что в 70-е и 80-е годы газета была одной из двух популярных вечерних газет, её тираж начал падать, и она уступила лидерство своему главному конкуренту — газете «Едиот Ахронот». Ни главный редактор «Маарива» в 1980—1985 году Шмуэль Шницер, ни его предшественник и преемник на этом посту, не сумели изменить эту тенденцию. В 1985 году Шницер вышел на пенсию, однако публицистике он остался верен до конца жизни и регулярно публиковался в газете «Маарив».
Именно публицистика позволяла Шницеру быть максимально откровенным и не отдавать дань политкорректности. Когда речь шла об отходе от принципов сионизма, как Шницер их понимал, его слово становилось особенно безжалостным, и ничто не могло наступить ему на горло. Так было, например, в 1994 году, когда министр иностранных дел Шимон Перес заявил, что существование поселения Нецарим не оправдано ни с оборонной, ни с экономической точки зрения. «Я глубоко верю, что старые истины остаются в силе, что путь сионизма — путь заселения Эрец-Исраэль — был и остается правильным, а каждый снос поселений противоречит еврейской истории и её сионистскому периоду…», — писал тогда Шмуэль Шницер. И далее: «Роль публициста-сиониста заключается в том, чтобы разъяснить читателям, что использование старых понятий не должно сбивать с толку: рабочей партии Кацнельсона и Бен-Гуриона, Леви Эшколя и Голды Меир больше не существует. Ценности, которые они превозносили, потеряли прежний смысл и были забыты».
25 марта 1997 года министр образования и культуры сообщил о том, что Шмуэль Шницер стал лауреатом Государственной премии Израиля в области печатной журналистики. Однако в Высший суд справедливости был подан иск против присуждения Госпремии Шницеру. Суд вмешался в решение министра, и после того, как комиссия по присуждению премии отменила свою рекомендацию, лауреат был лишён премии (см. отдельный раздел).
Шмуэль Шницер владел несколькими европейскими языками, ему принадлежат переводы на иврит десятков книг. Он перевёл с голландского «Дневник Анны Франк» в 1953 году, с английского биографию Уинстона Черчилля (автор Роберт Льюис Тейлор) в 1954 году, с французского роман Бальзака «Отец Горио» в 1960 году, с немецкого роман Биньямина Зеева Герцля «Altneuland» (Старая новая земля) в 1961 году, сказки Андерсена в 1984 году, а также много других книг.
Выпускник Университета имени Бар-Илана Шницер стал в мае 1984 года почётным доктором этого университета.
Шницер умер 6 октября 1999 года в здании издательства «Маарив» в Тель-Авиве. В это день он успел завершить свою последнюю публикацию. В статье, посвященной его памяти, Шалом Розенфельд пишет, что, поставив последнюю точку, Шмуэль Шницер как бы сказал, что служба, которую он нёс честно и последовательно, завершена. Шницер нередко шёл против течения и вызывал бурю, но теперь он говорит нам: «Я передаю вам мой факел. Покажите, на что способно новое поколение, докажите вашу честность и мужество…».

## Лишение Госпремии
19 августа 1994 года Шмуэль Шницер опубликовал в газете «Маарив» статью «Импорт смерти», в которой подверг резкой критике политику министерства абсорбции, организовавшего приезд в Израиль представителей общины фалашмура из Эфиопии. Шницер писал в своей статье, что приезд представителей этой общины может создать угрозу распространения в стране таких опасных болезней, как СПИД и туберкулёз. Он также отметил, что Закон о возвращении позволяет принять меры против такой угрозы.

### Совет по делам прессы
В связи с этой публикацией журналист Гидеон Спиро подал жалобу в комиссию по этике Совета по делам прессы. Жалоба была отклонена. Спиро не удовлетворился решением комиссии и обжаловал его в апелляционном суде Совета. Апелляционный суд, возглавляемый юристом профессором Зеэвом Сегалем, постановил, что Шмуэль Шницер нарушил журналистскую этику. Суд решил, что в результате публикации возникла «явная и непосредственная опасность» нанесения тяжёлого оскорбления эфиопской общине в Израиле, а в случае «угрозы нанесения тяжёлого оскорбления на почве расистского отношения к одной из общин, свобода слова должна отступить». Согласно мнению суда, можно было в более мягкой форме напомнить правительству о его обязанности защищать здоровье граждан.
На обвинения в расизме Шницер ответил, что они просто абсурдны. «В результате расизма во время Катастрофы погибла вся моя семья — отец, мать, девять братьев и сестёр», — объяснил он. Что касается данных о болезнях выходцев из Эфиопии, то они были опубликованы Государственным телевидением, после того, как это было разрешено БАГАЦем, а также газетой «Га-Арец». Шницеру казалось странным, что он, а не эти СМИ предстали перед судом Совета по делам прессы, хотя их публикации увидели свет до его статьи. Он также высказал предположение, что кому-то не по душе его политическое мировоззрение, близкое к правым и религиозным взглядам, и это стало истинной причиной его преследования.

### Госпремия
25 марта 1997 года было сообщено о присуждении Государственной премии Израиля в области журналистики Шмуэлю Шницеру. Это решение было принято министром образования и культуры Звулоном Хаммером на основании рекомендации комиссии по присуждению премий в этой области, заседавшей в составе трёх человек. Комиссия высоко оценила многолетнюю работу публициста и отметила, что его публикации отличаются бескомпромиссным сионизмом, культурой и глубокой любовью к Эрец-Исраэль и еврейской традиции. Узнав о присуждении премии Шницеру, депутат Кнессета от партии Авода Адисо Масала обратился в Высший суд справедливости с требованием пересмотреть присуждение премии в связи со статьёй о фалашмуре, опубликованной Шницером в 1994 году. Президент Израиля Эзер Вейцман и министр образования предложили Шницеру отречься от содержания статьи и извиниться, но он, не чувствуя за собой никакой вины, отказался.

### Багац
24 апреля 1997 года Верховный суд вынёс решение по иску Масалы. Судья Теодор Ор отметил, что ни комиссия по присуждению премий, ни министр образования, принявший рекомендацию комиссии, не знали о существовании статьи 1994 года и о решении суда Совета по делам прессы. Узнав об этой статье, министр образования не отменил своё решение о присуждении премии, объясняя это тем, что речь шла об одной ошибке журналиста за десятки лет работы. Учитывая эти обстоятельства, суд отменил решение министра и распорядился вернуть дело на пересмотр комиссии по присуждению премий с тем, чтобы та приняла в расчёт саму статью, решение суда Совета по делам прессы и позицию Шмуэля Шницера по этому вопросу сегодня.
Министр образования выразил сожаление о решении суда, но сказал, что выполнит его распоряжение. Он также добавил, что «в будущем БАГАЦ может с тем же успехом вмешаться в решение о выборе королевы красоты». В свете решения БАГАЦа члены комиссии по Госпремиям не смогли в своём заседании прийти к единодушной рекомендации о присуждении премии Шмуэлю Шницеру, что привело к лишению журналиста Госпремии.
16 мая 1997 года Шницер опубликовал статью, в которой ещё раз затронул обсуждаемую тему и высказал своё мнение о решениях БАГАЦа и Совета по делам прессы. В этой статье Шницер цитировал отчёт комиссии Ицхака Навона по проверке уничтожения донорской крови и отчёт номер 47 Государственного контролёра Израиля, где критиковалась политика замалчивания опасных болезней среди иммигрантов из Эфиопии, которая привела к трагическим последствиям для самих иммигрантов. Шницер был потрясён решением апелляционного Совета о том, что «свобода слова должна отступить», когда речь идёт о праве общества знать об опасности распространения тяжёлых болезней. Ещё больше он был потрясён решением БАГАЦа о том, что комиссия по присуждению премий должна проверить его «позицию сегодня» по отношению к сказанному в статье 1994 года. Шницер воспринял это решение как требование проверить, нет ли в его мозгах сегодня запрещённых мыслей: «Я оставляю за собой право думать, о чём я хочу. Если мои мысли лишили меня Госпремии, то, по крайней мере, совесть моя чиста. Не я несу ответственность за болезнь, которая поразила сотни наших братьев из эфиопской общины. Ответственен не тот, кто поднял голос, а тот, кто молчал или заставил молчать других».

### Критика
После вмешательства БАГАЦа в присуждение премии Шмуэлю Шницеру были поданы и другие иски против присуждения Госпремии другим лауреатам, но все они были отклонены. Вмешательство или невмешательство БАГАЦа в присуждение премий было подвергнуто резкой критике как юристами, так и другими авторами.

## Книги, статьи и переводы
- Шмуэль Шницер. Африканские приключения (ивр.). — Израиль: издательство Амихай, 1960.
- Хаим Гури, Шмуэль Шницер и др. Альбом репатриантов (ивр.). — Израиль: издание Еврейского агентства, 1964.
- Энциклопедия «Новый мир» в 11 томах (ивр.) / под редакцией Шмуэля Шницера. — Израиль: издательство Маарив, 1977-1984.
- Девять сказок Андерсена (ивр.) / перевод Шмуэля Шницера, рисунки Шмуэля Каца. — Израиль: издательство Маарив, 1984.
- Шмуэль Шницер. Краеугольный камень (ивр.). — Израиль: издательство Маарив, 1986.
- Шмуэль Шницер. Пресса, её полномочия и ответственность (ивр.) // Журналистский ежегодник - 1962. — 1962 года. — С. 131-135.
- Шмуэль Шницер. Израильский журналист и его образ в глазах общественности (ивр.) // Журналистский ежегодник - 1964. — 1964 года. — С. 39-55.
- Шмуэль Шницер. Введение в историю еврейского народа (ивр.) // Энциклопедия «Новый мир». — 1978. — Т. 4. — С. 591-601.
- Шмуэль Шницер. Средства массовой информации (ивр.) // Энциклопедия «Новый мир». — 1979. — Т. 7. — С. 1399-1418.